# República (Vitória)
Bairro República é um bairro localizado na cidade de Vitória, capital do estado do Espírito Santo, Brasil. O distrito está situado próximo ao Aeroporto de Vitória (Eurico Salles de Aguiar), sendo vizinho dos seguintes bairros: Mata da Praia, Morada de Camburi e Jardim da Penha. Localiza-se a uma latitude 20º16'11" ao sul e a uma longitude 40º17'36" ao oeste.

## Região
O Bairro República faz parte da "Região IX" da cidade, que também é composta por Mata da Praia, Morada de Camburi, Jardim da Penha, Pontal de Camburi e Boa Vista. Todos estes bairros encontram-se na região norte da cidade, também estando localizados na parte continental da Ilha de Vitória. Contudo, a "Região IX" também pode ser referida para fins de gestão como "Região Administrativa 9 - Jardim da Penha". Nesta área, parte considerável pertencia a família Queiroz, que antigamente era conhecida como "Fazenda Mata da Praia". Tal Região abarca grande parte da Praia de Camburi, um dos pontos turísticos mais famosos do estado. 
Hoje a "Região IX' é composta por prédios principalmente de médio e alto padrão. Na orla do bairro Mata da Praia é possível constatar a presença de edifícios de luxo destinados a um grupo social mais abastado, já na orla do bairro Jardim da Penha é mais comum a presença de prédios de médio padrão. Outros dados importantes a respeito da "Região IX", está a presença do Parque Municipal da Pedra da Cebola, localizado no bairro da Mata da Praia e do Pier de Iemanjá, localizado na orla de Jardim da Penha. 

## História
Referente ao Bairro República é interessante saber que em Vitória, existe a região de Goiabeiras que começou a ser ocupada há mais de 80 anos, sendo conhecida como "Goiabeiras Velha" (ou Goiabeiras I). Desse modo, temos a parte "velha" (Goiabeiras I) que foi separada da parte "nova", onde foram edificados os conjuntos habitacionais da Companhia Habitacional do Espírito Santo (COHAB-ES).  Estes conjuntos foram construídos em 1969 (na região uma vez conhecida por Goiabeiras II) e em 1971 (na região uma vez conhecida por Goiabeiras III). Contudo, hoje tais regiões (II e III) são conhecidas por um só nome: Bairro República.

## Localização
A Associação de Moradores do bairro localiza-se na Avenida Presidente Costa e Silva e no ano de 2000, em dados do IBGE divulgados pelo site da Prefeitura de Vitória, o Bairro República constava com uma população de 3.884 moradores. 
Faz divisa com a Mata da Praia, um dos bairros mais caros e nobres do Espírito Santo, através da Avenida Rezende Serapião de Souza Filho e faz divisa com a Morada de Camburi, bairro de classe média alta de Vitória, através da Rua Francisco Fundão. Contudo, em geral, o Bairro República é compreendido principalmente por casas de médio padrão, sendo reconhecido por abrigar considerável número de moradores com médio poder aquisitivo.
Cabe também dizer que tal distrito encontra-se próximo a Praia de Camburi (a maior da capital) e da Avenida Fernando Ferrari, uma das mais importantes da cidade. 